# Mali Hrib
Mali Hrib – wieś w Słowenii, w gminie Kamnik. W 2018 roku liczyła 75 mieszkańców.